# Lewis Boss
Lewis Boss (Providence, 26 de octubre de 1846 – Albany, 5 de octubre de 1912) fue un astrónomo estadounidense. Dirigió el Observatorio Dudley en Schenectady (Nueva York).

## Primeros años
Hijo de Samuel P. y Lucinda Boss, nació en Providence, y estudió la secundaria en el Instituto Lapham en North Scituate y el New Hampton School en Nuevo Hampshire. En 1870, se graduó del Dartmouth College, y fue entonces cuando empezó a trabajar como empleado para el Gobierno federal.

## Carrera
Sirvió como astrónomo asistente en una expedición gubernamental para cartografiar la frontera Estados Unidos-Canadá. En 1876 fue nombrado directorio del Observatorio Dudley en Schenectady (Nueva York).
Es reconocido por su trabajo en la catalogación de ubicaciones y movimientos propios de las estrellas. También dirigió una expedición a Chile en 1882 para observar el tránsito de Venus, y recopiló información respecto de las órbitas de los cometas. Su más significativo descubrimiento fue el cálculo del punto convergente del grupo de estrella Híades. Se le otorgó la medalla de oro de la Real Sociedad Astronómica en 1905. 
También fue editor de Astronomical Journal en 1909, y al año siguiente publicó Preliminary General Catalogue of 6188 Stars for the Epoch 1900, una recopilación de los movimientos propios de estrellas. A su muerte, su cargo en Astronomical Journal pasó a su hijo, Benjamin Boss. Benjamin continuó en la revista hasta que 1941 y también expandió el catálogo de estrellas de su padre, publicando el Boss General Catalogue en 1936.

## Fallecimiento
Murió el 5 de octubre de 1912 en Albany.

## Vida familiar
Se casó con Helen M. Hutchinson, el 30 de diciembre de 1871. Su hijo de Benjamin Boss también fue un notable astrónomo.

## Eponimia
- El cráter lunar Boss fue nombrado en su honor.[10]